# Jarabulus
Jarabulus è una cittadina della Siria nel governatorato di Aleppo.

## Storia
Nei pressi di Jarabulus si trova il sito dell'antica importante città di Karkemiš.
In antichità la città era nota come Europos (Εὐρωπός).